# Miha Zajc
Miha Zajc (Šempeter pri Gorici, 1 juli 1994) is een Sloveens voetballer die doorgaans speelt als middenvelder. In augustus 2025 verruilde hij Fenerbahçe voor Dinamo Zagreb. Zajc maakte in 2015 zijn debuut in het Sloveens voetbalelftal.

## Clubcarrière
Zajc speelde in de jeugd van Interblock Ljubljana, waar hij ook vijf wedstrijden in het eerste elftal speelde. In 2012 huurde Olimpija Ljubljana hem en hij wist tweemaal te scoren in één wedstrijd tijdens deze verhuurperiode. Hierna nam NK Celje de middenvelder op huurbasis over en hij speelde anderhalf jaar voor deze club. Medio 2014 nam Olimpija Ljubljana hem voor circa vierhonderdduizend euro over van Interblock. Met Olimpija werd Zajc in zijn tweede seizoen Sloveens landskampioen.
Gedurende de winterstop van het seizoen 2016/17 kocht Empoli de Sloveen voor 1,7 miljoen euro. Zajc zette zijn handtekening onder een verbintenis voor de duur van vierenhalf jaar. Met deze club degradeerde hij uit de Serie A, waarna hij een niveau lager een basisplaats kreeg. Het seizoen 2017/18 leverde een kampioenschap op in de Serie B en dus weer promotie naar het hoogste niveau. Na de promotie verlengde Zajc zijn contract met één jaar, tot medio 2022.
Een halfjaar later stapte de Sloveen over naar Fenerbahçe, waar hij voor vierenhalf jaar tekende. In 2020 werd hij verhuurd aan Genoa in Italië. In augustus 2024 werd Zajc voor de tweede maal verhuurd, nu aan Toulouse. Na twee verhuurperiodes vertrok Zajc in augustus 2025 transfervrij naar Dinamo Zagreb, waar hij voor twee jaar tekende.

## Clubstatistieken
| Seizoen | Club                 | Competitie | Competitie | Competitie | Beker | Beker | Internationaal | Internationaal | Totaal | Totaal |
| Seizoen | Club                 | Competitie | Wed.       | Dlp.       | Wed.  | Dlp.  | Wed.           | Dlp.           | Wed.   | Dlp.   |
| ------- | -------------------- | ---------- | ---------- | ---------- | ----- | ----- | -------------- | -------------- | ------ | ------ |
| 2011/12 | Interblock Ljubljana | 1. SNL     | 5          | 0          | 0     | 0     | —              | —              | 5      | 0      |
| 2012/13 | → Olimpija Ljubljana | 1. SNL     | 1          | 2          | 0     | 0     | —              | —              | 1      | 2      |
| 2012/13 | → NK Celje           | 1. SNL     | 12         | 0          | 3     | 0     | 2              | 0              | 17     | 0      |
| 2013/14 | → NK Celje           | 1. SNL     | 36         | 2          | 3     | 1     | —              | —              | 39     | 3      |
| 2014/15 | → NK Celje           | 1. SNL     | 3          | 0          | 0     | 0     | —              | —              | 3      | 0      |
| 2014/15 | Olimpija Ljubljana   | 1. SNL     | 19         | 4          | 4     | 0     | —              | —              | 23     | 4      |
| 2015/16 | Olimpija Ljubljana   | 1. SNL     | 32         | 5          | 3     | 0     | —              | —              | 35     | 5      |
| 2016/17 | Olimpija Ljubljana   | 1. SNL     | 19         | 7          | 3     | 1     | 2              | 1              | 24     | 9      |
| 2016/17 | Empoli               | Serie A    | 5          | 1          | 0     | 0     | —              | —              | 5      | 1      |
| 2017/18 | Empoli               | Serie B    | 41         | 8          | 1     | 0     | —              | —              | 42     | 8      |
| 2018/19 | Empoli               | Serie A    | 20         | 3          | 1     | 0     | —              | —              | 21     | 3      |
| 2018/19 | Fenerbahçe           | Süper Lig  | 10         | 2          | 0     | 0     | —              | —              | 10     | 2      |
| 2019/20 | Fenerbahçe           | Süper Lig  | 10         | 1          | 7     | 1     | —              | —              | 17     | 2      |
| 2020/21 | → Genoa              | Serie A    | 31         | 1          | 2     | 0     | —              | —              | 33     | 1      |
| 2021/22 | Fenerbahçe           | Süper Lig  | 32         | 9          | 1     | 0     | 8              | 0              | 41     | 9      |
| 2022/23 | Fenerbahçe           | Süper Lig  | 23         | 3          | 5     | 1     | 6              | 1              | 34     | 5      |
| 2023/24 | Fenerbahçe           | Süper Lig  | 11         | 0          | 2     | 0     | 8              | 2              | 21     | 2      |
| 2024/25 | → Toulouse           | Ligue 1    | 19         | 0          | 3     | 0     | —              | —              | 22     | 0      |
| 2025/26 | Dinamo Zagreb        | HNL        | 0          | 0          | 0     | 0     | 0              | 0              | 0      | 0      |
| Totaal  | Totaal               | Totaal     | 329        | 48         | 38    | 4     | 26             | 4              | 393    | 56     |

Bijgewerkt op 6 augustus 2025.

## Interlandcarrière
Zajc maakte op 23 maart 2016 zijn debuut in het Sloveens voetbalelftal, toen in een vriendschappelijke wedstrijd met 1–0 gewonnen werd van Macedonië door een doelpunt van Roman Bezjak. Van bondscoach Srečko Katanec mocht Zajc in de basis beginnen en hij werd drie minuten voor tijd gewisseld ten faveure van Enej Jelenič. De andere debutanten dit duel waren Nejc Skubic (Konyaspor), Aljaž Struna (Palermo), Blaž Vrhovec (NK Celje) en Jelenič (Livorno). Tijdens zijn vijfde interland kwam Zajc voor het eerst tot scoren. Tegen Montenegro opende Bezjak uit een strafschop de score en elf minuten voor tekende Zajc voor de beslissende 0–2.
In mei 2024 werd Zajc door bondscoach Matjaž Kek opgenomen in de voorselectie voor het EK 2024 in Duitsland. Voor de definitieve selectie was hij echter een van de vier afvallers.
| Interlands van Miha Zajc voor Slovenië | Interlands van Miha Zajc voor Slovenië | Interlands van Miha Zajc voor Slovenië | Interlands van Miha Zajc voor Slovenië | Interlands van Miha Zajc voor Slovenië | Interlands van Miha Zajc voor Slovenië | Interlands van Miha Zajc voor Slovenië |
| №                                      | Datum                                  | Wedstrijd                              | Uitslag                                | Competitie                             | Goals                                  |                                        |
| Als speler bij Olimpija Ljubljana      | Als speler bij Olimpija Ljubljana      | Als speler bij Olimpija Ljubljana      | Als speler bij Olimpija Ljubljana      | Als speler bij Olimpija Ljubljana      | Als speler bij Olimpija Ljubljana      | Als speler bij Olimpija Ljubljana      |
| -------------------------------------- | -------------------------------------- | -------------------------------------- | -------------------------------------- | -------------------------------------- | -------------------------------------- | -------------------------------------- |
| 1                                      | 23 maart 2016                          | Slovenië – Macedonië                   | 1 – 0                                  | Vriendschappelijk                      |                                        |                                        |
| 2                                      | 5 juni 2016                            | Slovenië – Turkije                     | 0 – 1                                  | Vriendschappelijk                      |                                        |                                        |
| 3                                      | 14 november 2016                       | Polen – Slovenië                       | 1 – 1                                  | Vriendschappelijk                      |                                        |                                        |
| Als speler bij Empoli                  |                                        |                                        |                                        |                                        |                                        |                                        |
| 4                                      | 27 maart 2018                          | Slovenië – Wit-Rusland                 | 0 – 2                                  | Vriendschappelijk                      |                                        |                                        |
| 5                                      | 2 juni 2018                            | Montenegro – Slovenië                  | 0 – 2                                  | Vriendschappelijk                      | 79'                                    |                                        |
| 6                                      | 6 september 2018                       | Slovenië – Bulgarije                   | 1 – 2                                  | Nations League 2018/19                 | 40'                                    |                                        |
| 7                                      | 9 september 2018                       | Cyprus – Slovenië                      | 2 – 1                                  | Nations League 2018/19                 |                                        |                                        |
| 8                                      | 13 oktober 2018                        | Noorwegen – Slovenië                   | 1 – 0                                  | Nations League 2018/19                 |                                        |                                        |
| 9                                      | 16 oktober 2018                        | Slovenië – Cyprus                      | 1 – 1                                  | Nations League 2018/19                 |                                        |                                        |
| 10                                     | 16 november 2018                       | Slovenië – Noorwegen                   | 1 – 1                                  | Nations League 2018/19                 |                                        |                                        |
| 11                                     | 19 november 2018                       | Bulgarije – Slovenië                   | 1 – 1                                  | Nations League 2018/19                 | 75'                                    |                                        |
| Als speler bij Fenerbahçe              |                                        |                                        |                                        |                                        |                                        |                                        |
| 12                                     | 21 maart 2019                          | Israël – Slovenië                      | 1 – 1                                  | EK 2020 kwalificatie                   |                                        |                                        |
| 13                                     | 24 maart 2019                          | Slovenië – Noord-Macedonië             | 1 – 1                                  | EK 2020 kwalificatie                   | 34'                                    |                                        |
| 14                                     | 7 juni 2019                            | Oostenrijk – Slovenië                  | 1 – 0                                  | EK 2020 kwalificatie                   |                                        |                                        |
| 15                                     | 10 juni 2019                           | Letland – Slovenië                     | 0 – 5                                  | EK 2020 kwalificatie                   | 47'                                    |                                        |
| 16                                     | 10 oktober 2019                        | Noord-Macedonië – Slovenië             | 2 – 1                                  | EK 2020 kwalificatie                   |                                        |                                        |
| 17                                     | 13 oktober 2019                        | Slovenië – Oostenrijk                  | 0 – 1                                  | EK 2020 kwalificatie                   |                                        |                                        |
| 18                                     | 16 november 2019                       | Slovenië – Letland                     | 1 – 0                                  | EK 2020 kwalificatie                   |                                        |                                        |
| 19                                     | 19 november 2019                       | Polen – Slovenië                       | 3 – 2                                  | EK 2020 kwalificatie                   |                                        |                                        |
| 20                                     | 3 september 2020                       | Slovenië – Griekenland                 | 0 – 0                                  | Nations League 2020/21                 |                                        |                                        |
| 21                                     | 6 september 2020                       | Slovenië – Moldavië                    | 1 – 0                                  | Nations League 2020/21                 |                                        |                                        |
| Als speler bij Genoa                   |                                        |                                        |                                        |                                        |                                        |                                        |
| 22                                     | 11 november 2020                       | Slovenië – Azerbeidzjan                | 0 – 0                                  | Vriendschappelijk                      |                                        |                                        |
| 23                                     | 27 maart 2021                          | Rusland – Slovenië                     | 2 – 1                                  | WK 2022 kwalificatie                   |                                        |                                        |
| 24                                     | 30 maart 2021                          | Cyprus – Slovenië                      | 1 – 0                                  | WK 2022 kwalificatie                   |                                        |                                        |
| 25                                     | 4 juni 2021                            | Slovenië – Gibraltar                   | 6 – 0                                  | Vriendschappelijk                      |                                        |                                        |
| Als speler bij Fenerbahçe              |                                        |                                        |                                        |                                        |                                        |                                        |
| 26                                     | 1 september 2021                       | Slovenië – Slowakije                   | 1 – 1                                  | WK 2022 kwalificatie                   |                                        |                                        |
| 27                                     | 4 september 2021                       | Slovenië – Malta                       | 1 – 0                                  | WK 2022 kwalificatie                   |                                        |                                        |
| 28                                     | 11 november 2021                       | Slowakije – Slovenië                   | 2 – 2                                  | WK 2022 kwalificatie                   | 18'                                    |                                        |
| 29                                     | 14 november 2021                       | Slovenië – Cyprus                      | 2 – 1                                  | WK 2022 kwalificatie                   | 48'                                    |                                        |
| 30                                     | 26 maart 2022                          | Kroatië – Slovenië                     | 1 – 1                                  | Vriendschappelijk                      |                                        |                                        |
| 31                                     | 29 maart 2022                          | Qatar – Slovenië                       | 0 – 0                                  | Vriendschappelijk                      |                                        |                                        |
| 32                                     | 2 juni 2022                            | Slovenië – Zweden                      | 0 – 2                                  | Nations League 2022/23                 |                                        |                                        |
| 33                                     | 5 juni 2022                            | Servië – Slovenië                      | 4 – 1                                  | Nations League 2022/23                 |                                        |                                        |
| 34                                     | 12 juni 2022                           | Slovenië – Servië                      | 2 – 2                                  | Nations League 2022/23                 |                                        |                                        |
| 35                                     | 20 november 2022                       | Slovenië – Montenegro                  | 1 – 0                                  | Vriendschappelijk                      | 42'                                    |                                        |
| 36                                     | 23 maart 2023                          | Kazachstan – Slovenië                  | 1 – 2                                  | EK 2024 kwalificatie                   |                                        |                                        |
| 37                                     | 26 maart 2023                          | Slovenië – San Marino                  | 2 – 0                                  | EK 2024 kwalificatie                   |                                        |                                        |
| 38                                     | 16 juni 2023                           | Finland – Slovenië                     | 2 – 0                                  | EK 2024 kwalificatie                   |                                        |                                        |
| 39                                     | 17 november 2023                       | Denemarken – Slovenië                  | 2 – 1                                  | EK 2024 kwalificatie                   |                                        |                                        |

Bijgewerkt op 6 augustus 2025.

## Erelijst
| Competitie         |                    |                    |                    |                    |
| Competitie         | Aantal             | Jaren              |                    |                    |
| Olimpija Ljubljana | Olimpija Ljubljana | Olimpija Ljubljana | Olimpija Ljubljana | Olimpija Ljubljana |
| ------------------ | ------------------ | ------------------ | ------------------ | ------------------ |
| 1. SNL             | 1                  | 2015/16            |                    |                    |
| Empoli             |                    |                    |                    |                    |
| Serie B            | 1                  | 2017/18            |                    |                    |
| Fenerbahçe         |                    |                    |                    |                    |
| Türkiye Kupası     | 1                  | 2022/23            |                    |                    |